# Brit Shalom (association)
Pour les articles homonymes, voir Brit Shalom.
Brit Shalom (ברית שלום), « Association pour la paix », est une association politique juive de Palestine qui prône le rapprochement judéo-arabe. Elle est fondée en 1925 par un groupe d'intellectuels et d'hommes d'affaires juifs de Jérusalem, dont Arthur Ruppin, Martin Buber, Gershom Scholem, Judah Leon Magnes (en) (président des professeurs de l'Université hébraïque de Jérusalem), Hugo Bergmann, Haïm Kalvarisky, l'historien Hans Kohn (en). Elle a pour but de "promouvoir la compréhension entre Juifs et Arabes, en vue d'une vie commune sur la Terre d'Israël, et ce dans un esprit de complète égalité des droits politiques des deux entités."

## Idées politiques et sociales
« Les partisans du Brit Shalom pensaient que la Palestine devait être la patrie de tous ses citoyens juifs, musulmans et chrétiens »,. 
En 1930, Brit Shalom publie une liste de propositions prévoyant la potentielle collaboration entre Juifs et Arabes dans un État bi-national et accordant aux deux communautés les mêmes droits politiques sans prendre en compte le nombre de leurs membres. Ses adhérents sont prêts à de décisives concessions, telle que la limitation de l'émigration juive. Ils militent pour l'enseignement de l'arabe dans les établissements scolaires juifs au même titre que l'hébreu ; « l'un de leur porte-parole les plus éminents, Martin Buber, ne cessait de proclamer que le Juif, resté un Oriental, avait pour mission universelle de relier l'Orient et l'Occident "dans une réciprocité féconde" ».

## Brit Shalom et les autres organisations juives de Palestine
Les militants d'extrême-gauche du Hashomer Hatza'ir sont également prêts à la même époque à remplacer le Foyer national juif par un État binational judéo-arabe.
Brit Shalom s'oppose aux autres mouvances sionistes communistes, socialistes ou de droite. Son pacifisme est aux antipodes de la droite dite révisionniste de Vladimir Jabotinski, exclu de l'Exécutif sioniste en 1925, et qui dote son mouvement d'une organisation paramilitaire de jeunesse, le Beitar. 
Ces idées engendrent alors de vives réactions d'opposition au sein des organisations sionistes, et Brit Shalom est ainsi amené à cesser ses activités en 1933. Certains parmi les ex-membres de Brit Shalom tenteront en vain de reconstituer différentes associations animées des mêmes idées, telles que l'"Association pour le Progrès de l'Orient", la "Ligue pour le rapprochement judéo-arabe" et en 1942 le groupe "Union" (Ihud (en) (qui réunit Martin Buber, Chaim Kalvarisky, Judah L. Magnes, Moshe Smilansky and Henrietta Szold).

## Postérité
"Brit Shalom 2012" est une association qui revendique l'héritage de l'association qui avait vu le jour en Palestine près d'un siècle plus tôt,.